# Lettera di Iddin-Sîn a Zinû

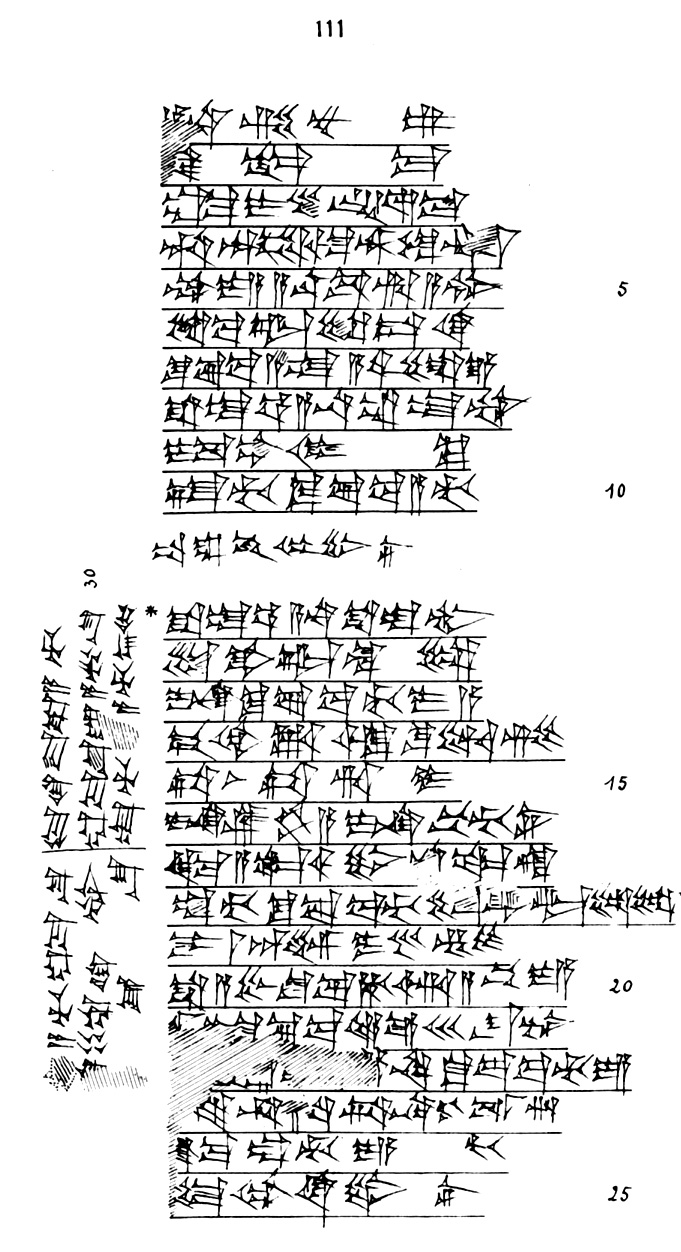
Il testo accadico della lettera

La lettera di Iddin-Sîn a Zinû, conosciuta anche con la sua designazione tecnica TCL 18 111, è una lettera paleo-babilonese scritta alla madre Zinû da Iddin-Sîn, uno studente residente probabilmente nella città di Larsa. Nella missiva, redatta in accadico cuneiforme su una tavoletta d'argilla, risalente forse al XVIII secolo a.C., ossia all'epoca del regno di Hammurabi, il ragazzo si lamenta della qualità dei vestiti che sua madre aveva tessuto per lui, paragonandoli a quelli dei propri coetanei e tentando di far sentire in colpa la madre, così da farsene spedire di nuovi.
Alcuni studiosi hanno rimarcato il valore documentario della lettera, che ci informa della vita quotidiana nell'antica Mesopotamia e rinvia all'apparentemente immutabile essenza della natura umana attraverso i secoli.

## Traduzione
Nel 1967, l'assiriologo Adolf Leo Oppenheim offrì la seguente traduzione dall'accadico:

## Storia e contesto

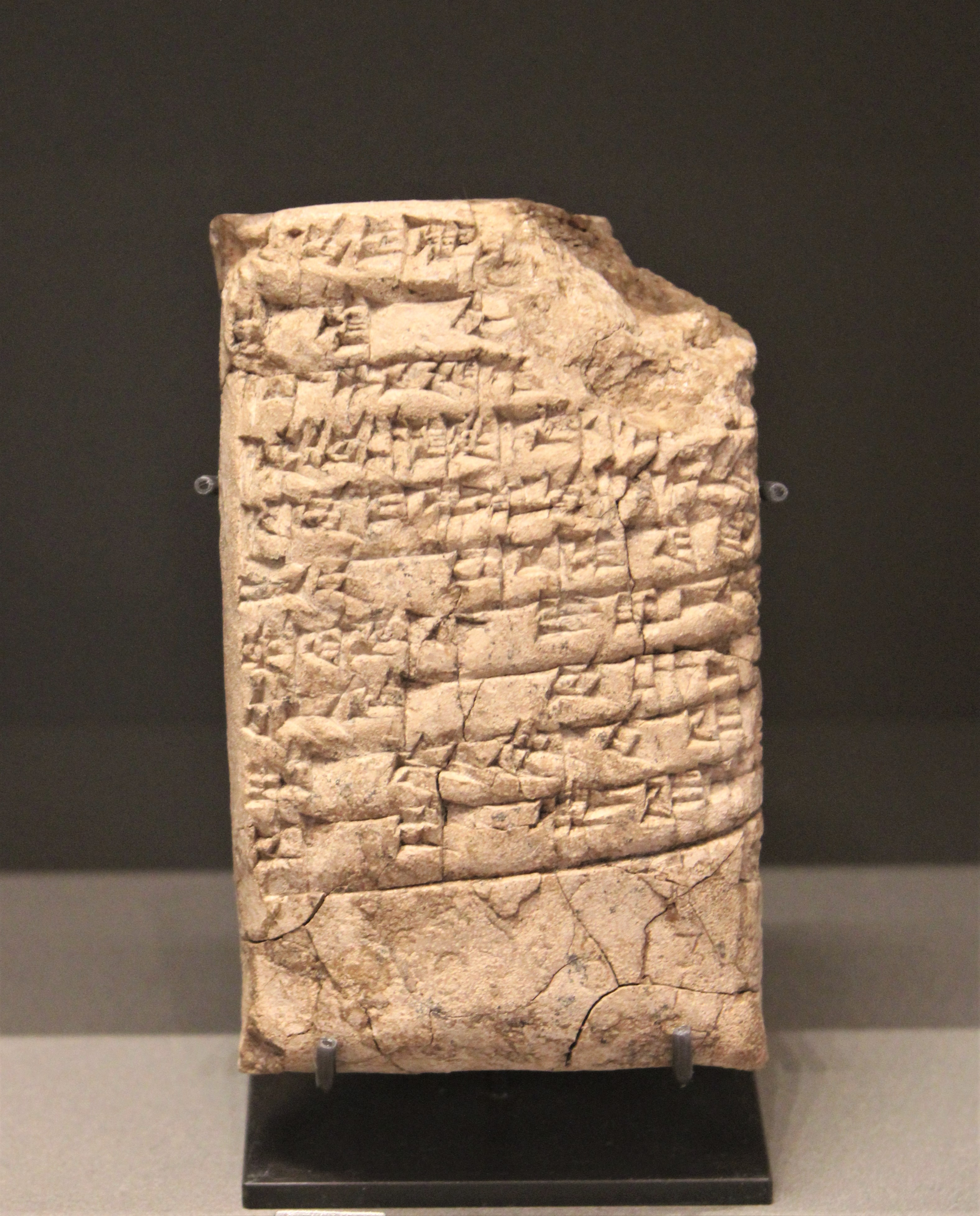
Una lettera del re babilonese Hammurabi al padre di Iddin-Sîn, Shamash-hazir, oggi conservata al Louvre di Parigi

La lettera fu scritta nel XVIII secolo a.C. (età paleo-babilonese). La lettera non offre contesto, per cui non è chiaro il motivo per cui Iddin-Sîn viva lontano da casa; tuttavia, dato che in quel periodo era consuetudine che i figli di pubblici funzionari, così come i ragazzi che desideravano diventare preti o scribi, frequentassero collegi in cui apprendere la scrittura cuneiforme e studiare letteratura, si ritiene che questo fosse anche il caso del ragazzo che, in quanto figlio di Shamash-hazir, alto funzionario dell'amministrazione di Larsa sotto Hammurabi, faceva parte dell'élite cittadina.

Nella missiva, Iddin-Sîn appare preoccupato della qualità dei propri vestiti rispetto a quelli dei suoi amici poiché, proprio come oggi, il suo status si basava almeno in parte sull'apparenza di ricchezza. Egli tenta quindi di far sentire in colpa la madre, che nella società del tempo aveva la responsabilità del bilancio familiare, per non avergliene inviati di nuovi. Peraltro, dalla lettera si evince che fosse la stessa Zinû a realizzare i vestiti per il figlio con la lana che, stando a quanto scritto, abbondava in casa; tale processo poteva richiedere tre mesi per un vestito comune e fino a un anno per uno di alta qualità, poiché includeva la filatura, la tessitura e la tintura del materiale, nonché il confezionamento dell'abito stesso.
Non è chiaro se la lettera sia stata scritta da Iddin-Sîn in persona o se questi l'abbia dettata a uno scriba. Benché l'incipit "Iddin-Sîn invia il seguente messaggio" suggerisca la dettatura, infatti, la scrittura utilizzata nella lettera è alquanto goffa e il linguaggio utilizzato mostra gli errori tipici di uno scrittore inesperto e un tono alquanto colloquiale. Inoltre, il messaggio non entrava completamente nella tavoletta, tant'è che dopo aver scritto sia sul fronte che sul retro, l'autore ha scritto anche sul bordo sinistro e, dopo aver nuovamente esaurito lo spazio, ha scritto l'ultima riga della lettera nel bordo inferiore. La frase "Dillo alla signora Zinû" rinvia al fatto che il messaggio era stato preparato per un altro scriba, che lo avrebbe poi letto ad alta voce a Zinû una volta ricevuta la lettera, mentre il passaggio che menziona varie divinità è tipico del periodo: quasi tutte le lettere scritte a quel tempo, infatti, iniziavano con la speranza che gli dèi benedicessero la salute del destinatario.
La lettera è stata pubblicata per la prima volta nel 1934 dall'archeologo belga Georges Dossin ed è oggi conservata al Museo del Louvre di Parigi.

## Valutazioni
La lettera è spesso citata come esempio di documento utile a fornire scorci della vita quotidiana nell'antica Mesopotamia. L'assiriologo danese Jørgen Læssøe l'ha definita "estremamente umana", mentre l'assiriologa statunitense Rivkah Harris ha affermato che la lettera "cattura vividamente lo spirito di un bambino intelligente e manipolatore, che è già una sorta di 'damerino'". Lo storico Don Nardo ha scritto che la lettera "dimostra che le preoccupazioni degli studenti moderni riguardo all'apparire alla moda a scuola non sono una novità", mentre William H. Stiebling Jr., professore di storia all'Università di New Orleans, ha affermato che la lettera costituisce un chiaro esempio di come la natura umana non sia cambiata molto dall'antichità e di come i tentativi dei bambini di manipolare i propri genitori non siano cambiati nel corso dei secoli.